# Józef Pollak
Józef Pollak (ur. 18 lutego 1882 w Krakowie, zm. 13 marca 1947 w Łodzi) – polski pisarz, nauczyciel
Absolwent germanistyki na Uniwersytecie Jagiellońskim (1901-1905), nauczyciel gimnazjalny w Krakowie i Tarnowie. Lektor języka niemieckiego w Wyższej Szkole Handlowej w Warszawie (1920-1939). W broszurze Postulaty szkoły średniej (1914) przedstawił projekt reformy szkolnictwa gimnazjalnego. Publikował powieści i dramaty. Pochowany na cmentarzu Rakowickim w Krakowie (kwatera AD-wsch.-3).

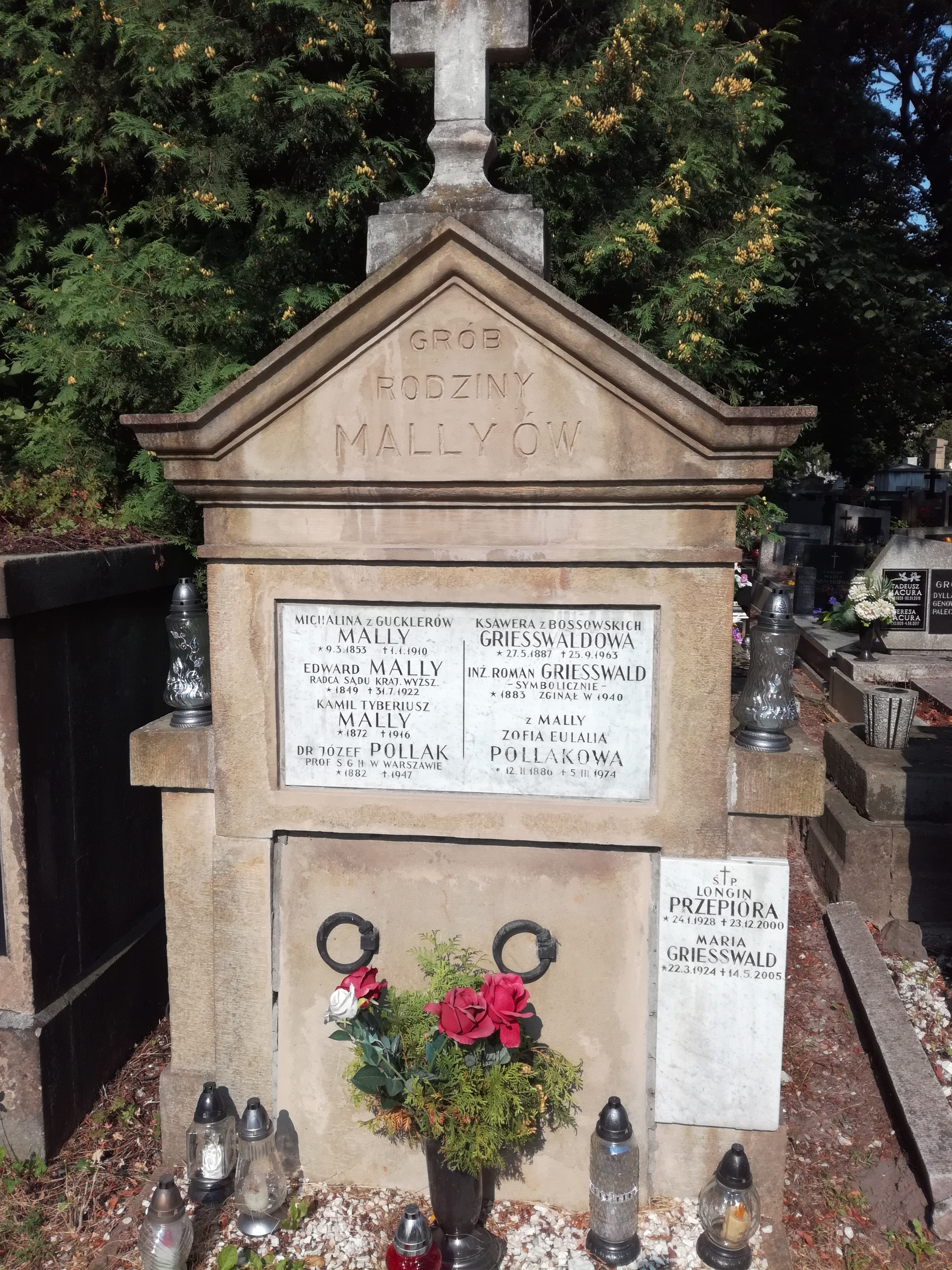
Grób Józefa Pollaka na cmentarzu Rakowickim w Krakowie

## Twórczość
Dramaty
- Tadeusz Reytan (1917)
- Król Jan III Sobieski (1930)
- Książę Józef (1933)
- Tancerz Jego Królewskiej Mości (nie wydana)
- Zmierzch Tytana (nie wydana)

Zbiory nowel
- Opowiadania wiarusa (1916)
- Konkary (1917)

Powieści
- Wielkie dusze (1919)
- Figle Amora (1922)
- Sen o miłości (1922)
- Nad topielą (1923)
- Ślepcy (1926)
- W czas burzy (1927)
- Zbłąkany pielgrzym (1929)
- Via Crucis (1932)
- Pochód ku słońcu (1934) – t. 2 Serce człowieka (1936)
- Paweł Chyć (1938)

Poradniki
- Pięć próbnych lekcji języka niemieckiego w średniej szkole handlowej (1938)